# Isoplèthe

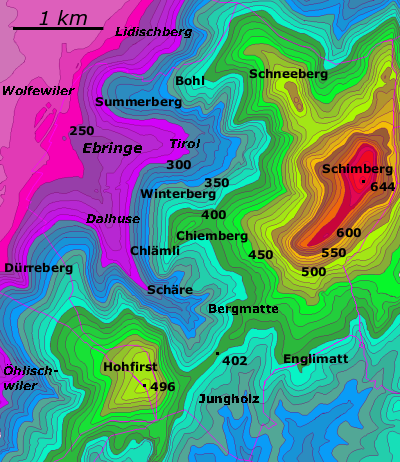
Carte indiquant des isoplèthes

Une isoplèthe (ou une isoligne, ou un isarithme) est une ligne joignant des points d'égale valeur d'une certaine propriété sur une carte. Elle sépare des zones de faibles valeurs et des zones de valeurs plus élevées.
En thermodynamique, c'est une courbe dans le diagramme de phase indiquant une même composition.

## Cas particuliers
(Tous les termes de la liste ci-dessous sont féminins.)
- Isallobare, ligne joignant les points d'égale baisse ou hausse de pression ;
- Isobare, ligne joignant des points d'égale pression ;
- Isobathe, ligne joignant des points d'égale profondeur ;
- Isohaline[5], ligne joignant des points d'égale concentration en sel ;
- Isohyète, ligne joignant des points d'égale précipitation ;
- Isohypse, ligne joignant des points d'égale altitude ;
- Isopycne, ligne d'égale densité ;
- Isotherme, ligne joignant des points d'égale température ;
- thermo-isoplèthes, courbes d'égales températures établies sur un système de coordonnées indiquant les heures en ordonnée et les dates en abscisse en un point donné de la Terre ;
- Courbe de niveau, ligne joignant des points d'égale altitude.